# Pyrrhura picta
Pyrrhura picta là một loài chim trong họ Psittacidae.